# Actinote nox
Actinote nox är en fjärilsart som beskrevs av Bates 1864. Actinote nox ingår i släktet Actinote och familjen praktfjärilar. Inga underarter finns listade i Catalogue of Life.